# بارتین بورکت
بارتین بورکت (انگلیسی: Bartine Burkett؛ ‏ ۹ فوریهٔ ۱۸۹۸ – ۲۰ مهٔ ۱۹۹۴) بازیگر اهل ایالات متحده آمریکا بود.
از فیلم‌هایی که وی در آن نقش داشته‌است می‌توان به نفرین‌ها!، هفت شانس، دل در گرو، هیرام کله‌شق، عکس‌های قلابی، سلام دردسر و اشاره هشداردهنده اشاره کرد.